# Cid Gomes
Cid Gomes (Sobral, 27 de abril del 1963) es un político brasileño afiliado al Partido Democrático Laborista.
Fue elegido diputado estatal en 1990 y reelecto en 1994 con el PSDB. Con 32 años se convirtió en el presidente legislativo más joven de la Asamblea Legislativa de Ceará. En 1996 fue elegido alcalde de Sobral (Ceará) con el 64% de los votos. En el 2000 volvió a ganar aumentado su número de votos hasta el 68%. Se afilió al PSB en el 2005, un año más tarde ganaría las elecciones a la gobernadoría de Ceará con el 62% de los votos, despojando así al PSDB de un estado que han gobernado durante 20 años.
Posteriormente, en 2015, tras dejar la gobernación de Ceará, fue designado ministro de Educación de Brasil por Dilma Rousseff.
El 20 de febrero de 2020 recibe disparos mientras con una excavadora intentaba terminar con una huelga policial, sin que se vieran afectados sus órganos vitales, por parte de la Policía Militar en el municipio de Sobral, Ceará.
Está casado y con un hijo. Es hermano de Ciro Gomes, ministro en varios gobiernos brasileños y candidato a la presidencia de Brasil por el Partido Democrático Laborista en 2018.